# Antonio Torres Millera
Antonio Torres Millera (Huesca; 20 de agosto de 1964-Huesca, 5 de enero de 2019) fue un político español.

## Biografía
Estaba casado y tenía dos hijas. Licenciado en Derecho, realizó estudios de administración local e instituciones públicas. Fue también secretario de administración local en las localidades de Gurrea de Gállego, Sariñena y Ansó, además de jefe de Gabinete de Presidencia de la Diputación Provincial de Huesca desde 1996 hasta 1999.

## Relación con el folklore
Estaba vinculado a grupos folklóricos desde su juventud, estando ligado como miembro fundador a la rondalla ‘Aires Monegrinos’, siendo profesor de jota en las localidades de Sariñena, Lalueza, Sodeto, Tardienta, Lanaja, Ontiñena, Ainsa y en la Casa de Aragón de Lérida, miembro de Baluarte Aragonés y colaborador de la Compañía Lírica Nacional, realizando esta actividad durante más de quince años. Era fundador y miembro del cuarteto ‘A Capricho’.

## Cargos políticos
Pertenecía al Partido Popular.
- Fue diputado provincial de 1999 a 2003, siendo el portavoz del Grupo Popular.
- Presidente de las Nuevas Generaciones de Huesca, y desde el año 2000, era el presidente provincial del P.P.
- Concejal de Sariñena desde 1991 y fue alcalde de la localidad entre 1999 y 2007.
- Consejero de la comarca de Monegros en 2002 y 2003.
- Diputado autonómico del 1989 al 1991 y desde el 2003 era diputado en las Cortes de Aragón, siendo portavoz de Obras Públicas para el Grupo Popular.
- Ostentaba el cargo de vicepresidente autonómico del PP, por detrás de Luisa Fernanda Rudi.[2]